# DNA vòng

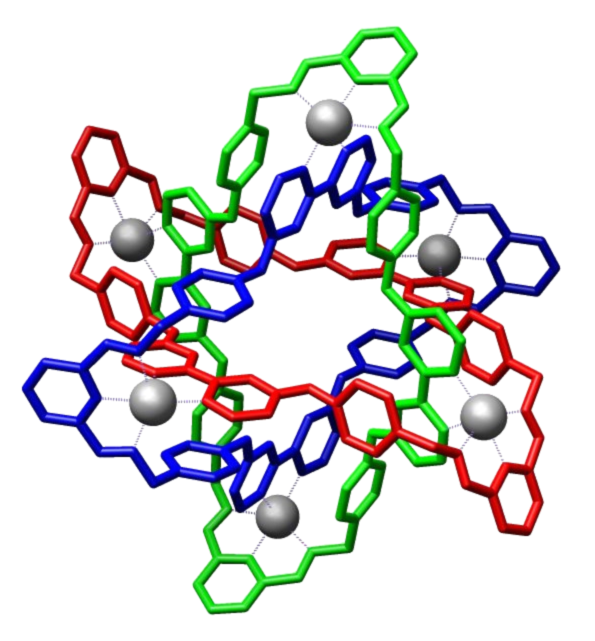
Mô hình 3D (vi tính) của DNA dạng vòng Borromean, với các ion kẽm mô tả bằng viên cầu màu xám.

DNA vòng là phân tử DNA hai mạch ở dạng đường cong khép kín, không có hai đầu mút, gọi đầy đủ hơn là "phân tử DNA hình vòng tròn". Đây là khái niệm dịch từ thuật ngữ nước ngoài: Circular DNA (tiếng Anh), DNA circulaire (tiếng Pháp) dùng để chỉ phân tử DNA không có hai đầu tự do như ở dạng tuyến tính (mạch thẳng) mà lại khép kín (xem hình bên). Một số nghiên cứu đã được đang tải trên tạp chí  Biomacromolecules.

## Các loại
Có nhiều loại DNA vòng khác nhau, ở các trạng thái khác nhau, nhưng đều có chung đặc điểm cơ bản là DNA ở dạng đường cong kín (DNA closed). 
Một số loại DNA vòng thường gặp là:
- Plasmit (plasmid).
- Nhiễm sắc thể nhân sơ (circular bacterial chromosomes).
- DNA ty thể (Mitochondrial DNA).
- DNA lục lạp (Chloroplast DNA).
- DNA vòng hoá trị (covalently closed circular DNA).

## Thay đổi dạng

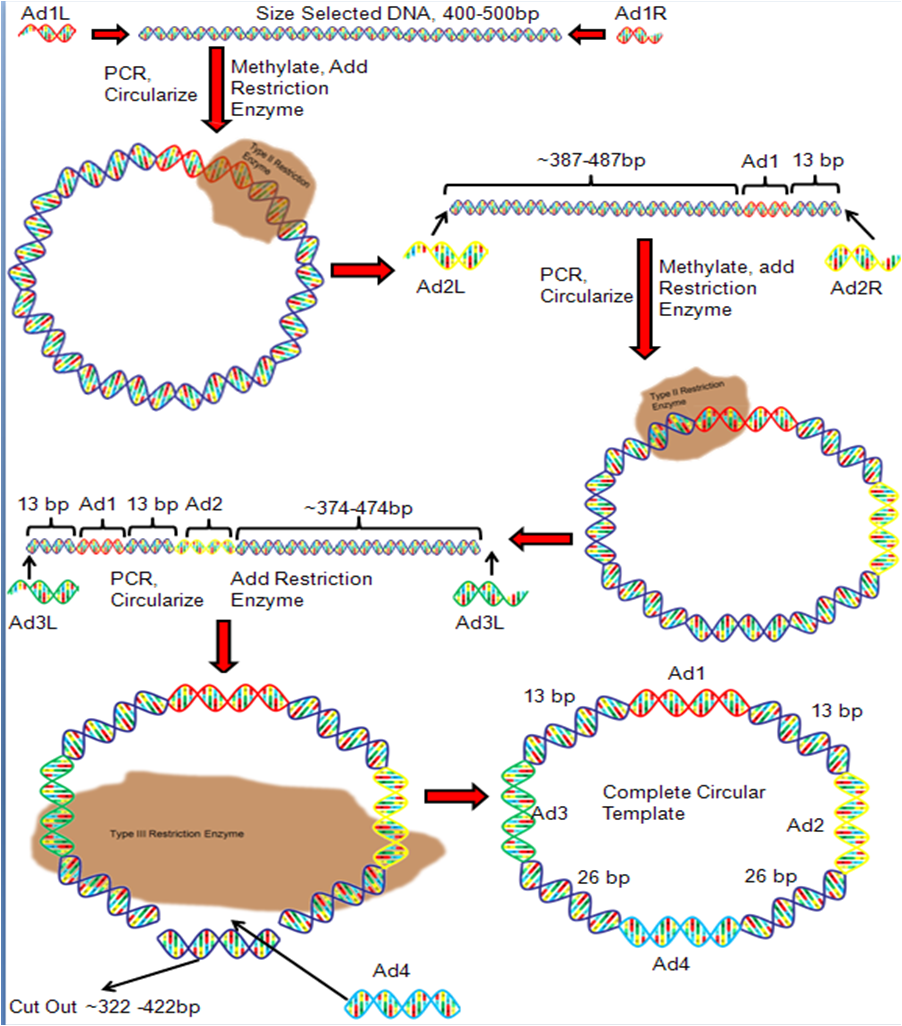
Sơ đồ DNA vòng và khả năng thay đổi cấu trúc của nó.

DNA vòng trong tế bào sống không có hình dạng cố định, mà thay đổi thuỳ theo môi trường nội bào và chức năng nó thực hiện.

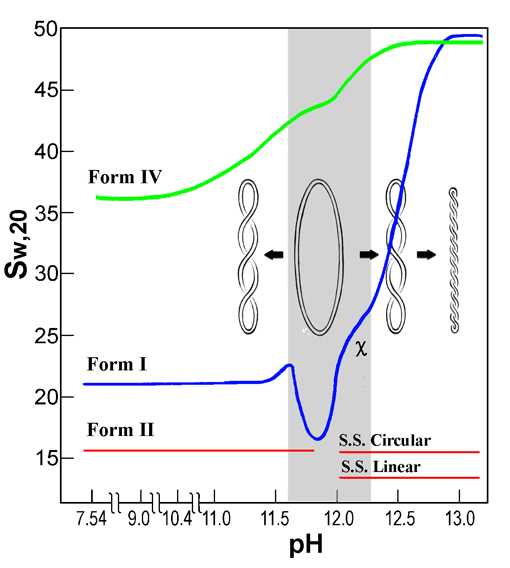
Sự thay đổi dạng của DNA vòng tuỳ độ pH.

- Chẳng hạn, trong độ pH khác nhau, cùng loại DNA vòng lại có dạng và trạng thái xoắn khác nhau (hình trái).
- Hoặc do thực hiện chức năng hay do tác động của enzym, một DNA có thể được "mở vòng" thành dạng tuyến tính, bị cắt bớt bởi enzym giới hạn, hoặc được nối lại và "đóng vòng" trở lại nhờ enzym ligaza (hình phải).
- Sự thay đổi dạng này kéo theo biến đổi cấu trúc tôpô của nó, từ đó dẫn đến thay đổi về chức năng.

## Một số ảnh về các loại và trạng thái DNA vòng

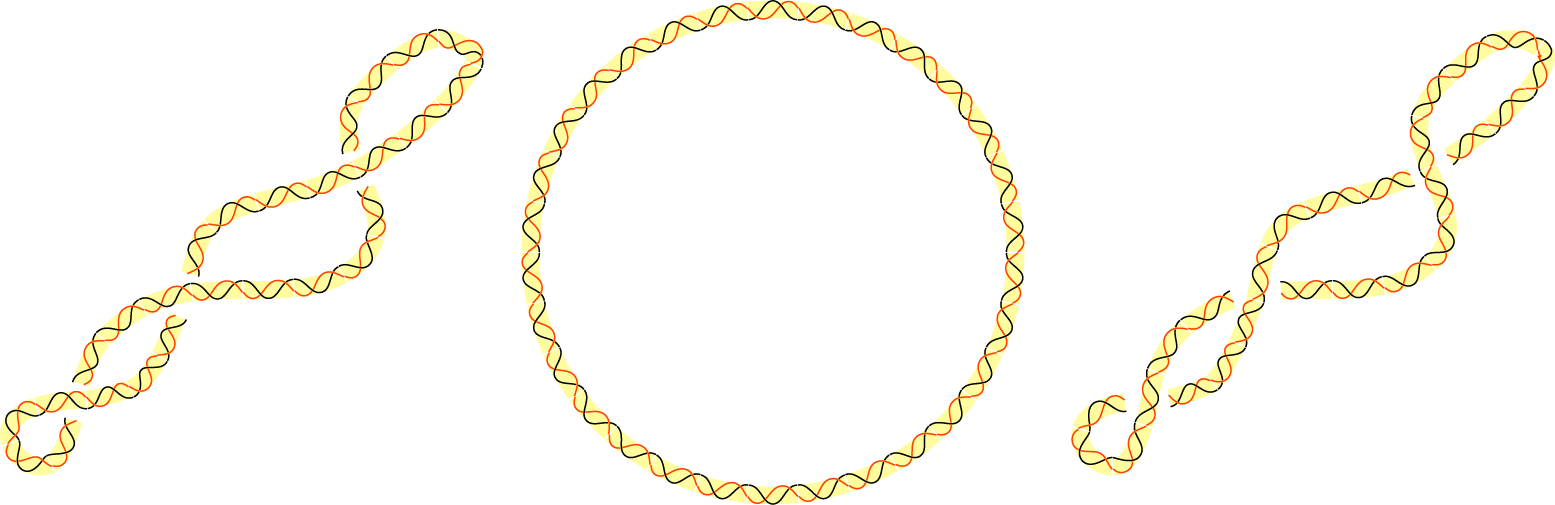
Plasmit có thể ở dạng vòng không xoắn (như một đường tròn trên mặt phẳng) hoặc có thể ở dạng xoắn số 8.
Nhiễm sắc thể vòng (tức DNA-NST vi khuẩn) đang nhân đôi.
Một số bệnh di truyền người có liên quan đến DNA vòng ở ty thể.
Bản đồ gen trên DNA vòng ở lục lạp của cây Arabidopsis thaliana.
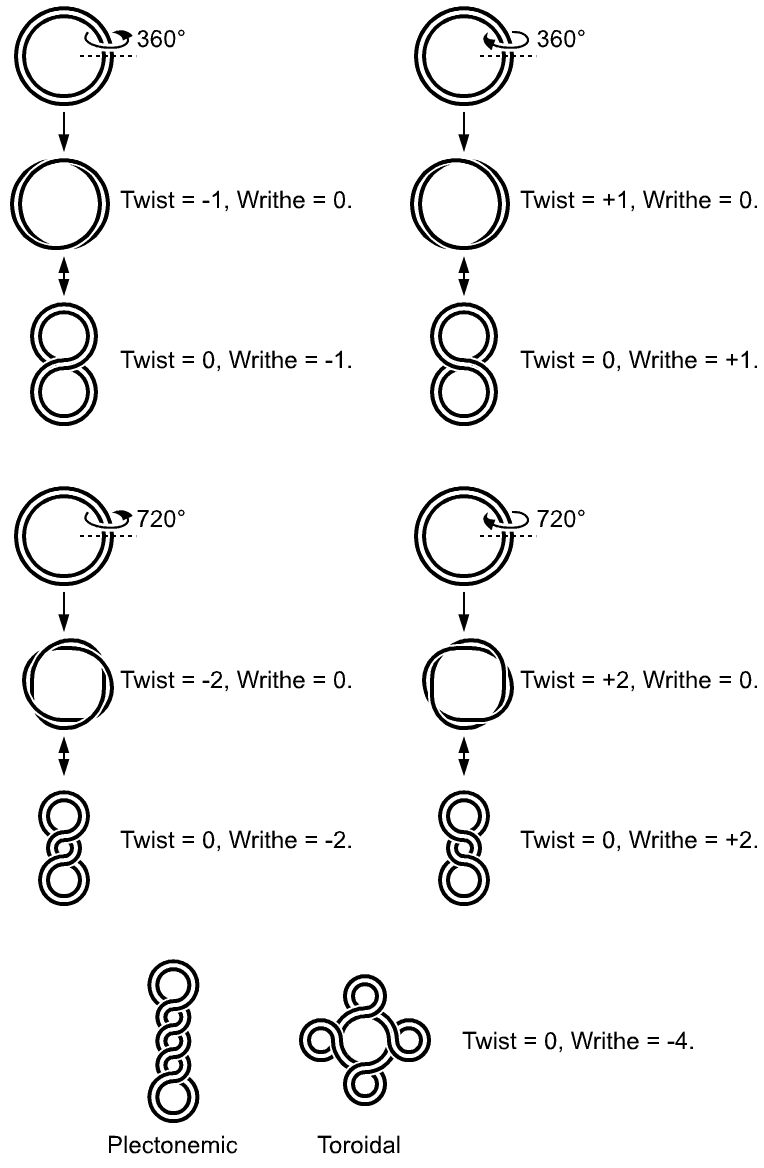
Một số dạng siêu xoắn của DNA vòng.
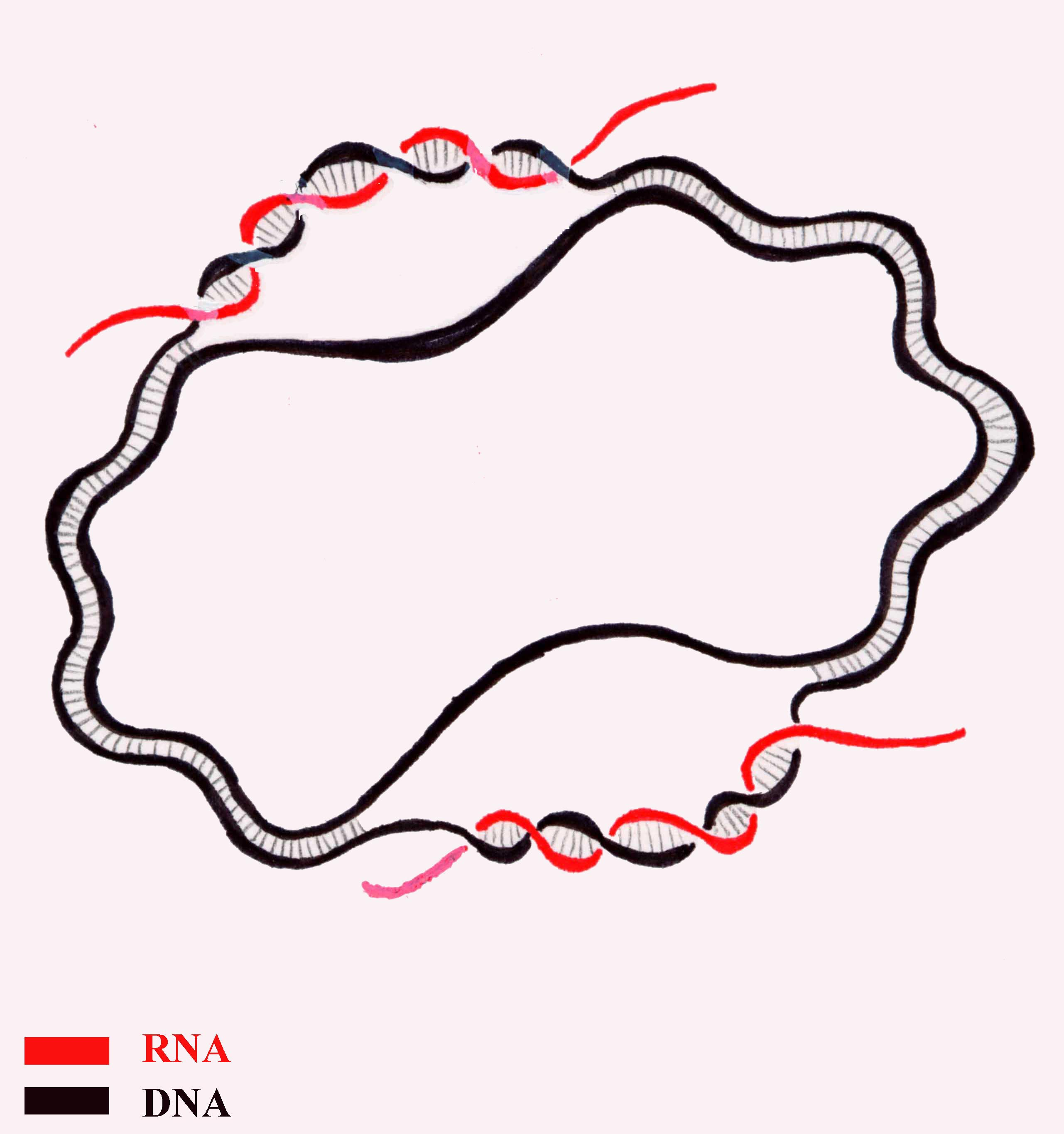
DNA vòng đang phiên mã, tạo cấu trúc lai DNA-RNA.